# Dev Null
Dev Null var en animeret virtual reality karakter kreeret i 1996 af Leo Laporte til MSNBC's computer og teknologi tv-serie The Site. Espresso barista Dev talte med værten Soledad O'Brien hver aften i et fem-minutters afsnit. Laporte fik i 1997 en nordcalifornisk Emmy for han natlige optrædener som cyber karakteren Dev Null.
Dev blev animeret i realtime på Silicon Graphics computere. Laporte lavede både stemme og bevægelser ved at iføre sig en VR motion capture dragt. Når O'Brien sad ved espresso baren og læste email fra seerne flirtede Dev med hende, men s han svarede på hendes computerrelaterede spørgsmål.
Men O'Brien kiggede på et stykke tape på væggen, for at indikere Devs virtuelle position, fangede VR dragten Laportes bevægelser, og et computerprogram oversatte disse for at skabe karakteren. 

## Ekstern henvisning
- "Soledad O'Brien: Goddess to the Geeks" by David Futrelle, Salon, January 24, 1997